# РД-182
РД-182 — российский метановый многоразовый ракетный двигатель, проектируемый для российской лунной программы.
Изначально двигатель разрабатывался для проектируемой сверхтяжёлой ракеты-носителя «Енисей», вместо которой было решено разрабатывать многоразовую ракету среднего класса Амур-СПГ.
Работающий на топливной паре метан-кислород, двигатель будет иметь тягу 250 тс.
Проект подвергается критике.